# 圣李乐伦小堂 (纽约)
40°43′13.6″N 73°59′46.8″W / 40.720444°N 73.996333°W

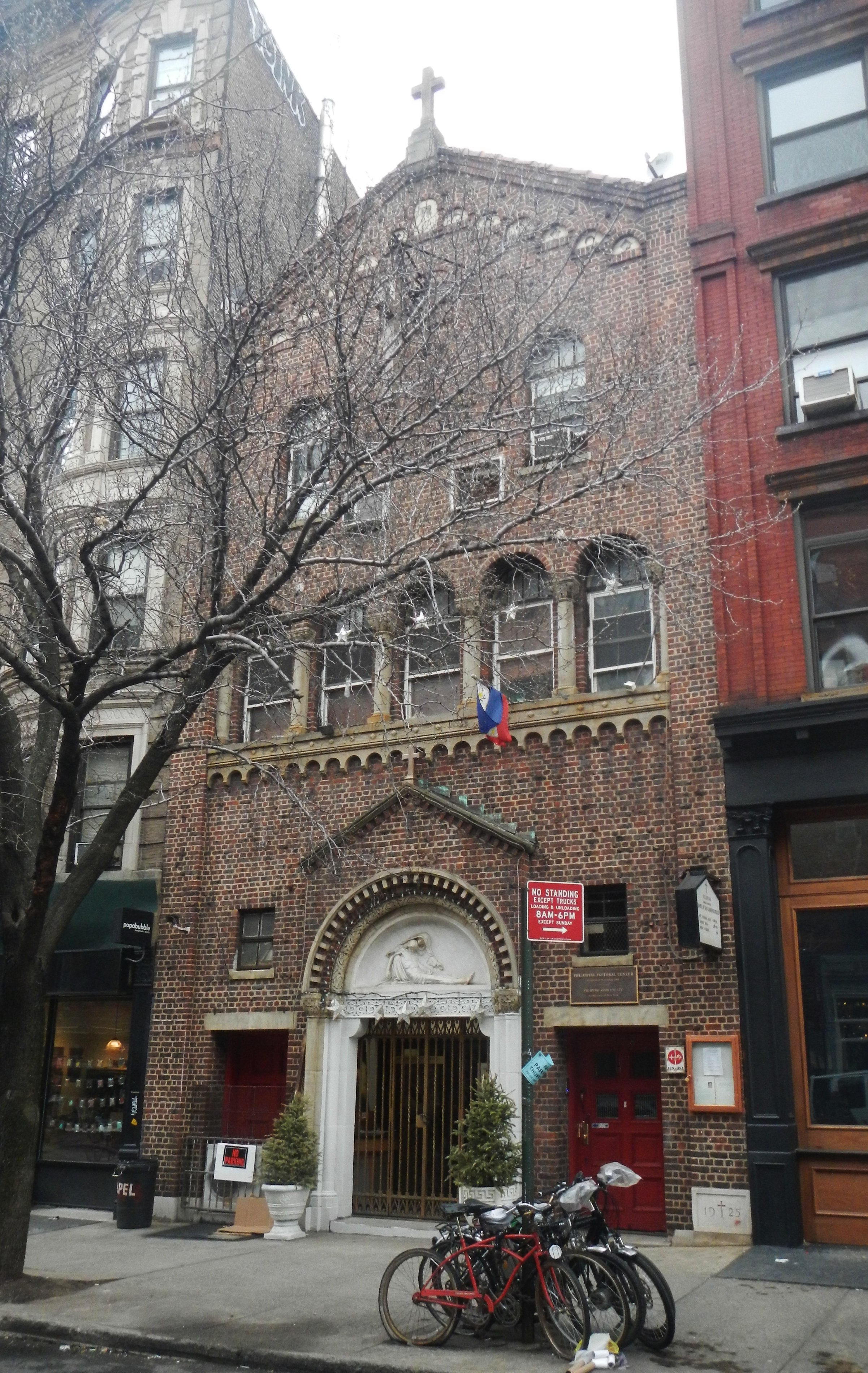

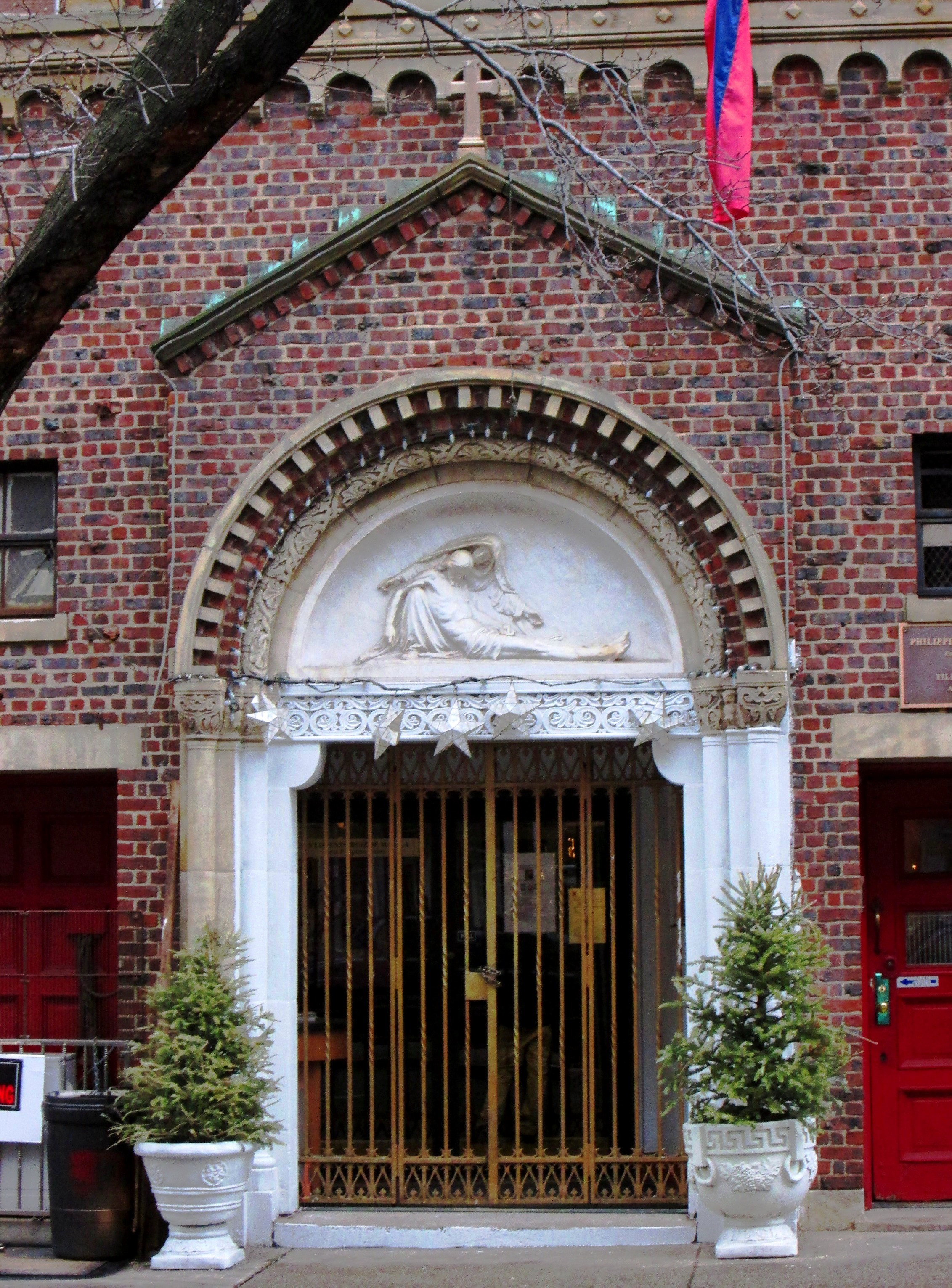

圣李乐伦小堂（Chapel of San Lorenzo Ruiz）是一个罗马天主教小堂，属于天主教纽约总教区，位于纽约市曼哈顿下城诺利塔街区布隆街378号，介于茂比利街与勿街之间。

## 历史
该建筑原为圣十字堂（Church of the Most Holy Crucifix），建于1925-26年，由罗伯特J.赖利设计，耗资4万美元，可容纳250人，主要供意大利裔使用。
1995年4月11日，纽约总教区的约翰·奥康纳枢机宣布成立菲律宾人牧区，由埃尔诺·迪亚兹神父负责。1998年，菲律宾人牧区租用曼哈顿东62街248号一幢大厦，作为菲律宾牧区中心，举办讲座、弥撒以及文化和宗教活动。2005年6月15日，枢机、总主教愛德華·邁克爾·伊根宣布成立菲律宾人教堂，意大利教堂关闭。9月1日，圣李乐伦小堂正式开放。9月15日，奥康纳枢机主持了祝圣仪式。这是菲律宾以外的第三座菲律宾人教堂，第一座是洛杉矶旧菲律宾城的圣高隆庞堂（1944年），第二座是罗马的圣普正珍大殿（1991年）。
1982年，菲律宾枢机主教辛海棉将第一位菲律宾圣人李乐伦的铜像捐赠给美国菲律宾裔。铜像最初放在联合国的圣家堂，1998年迁到菲律宾牧区中心。2005年9月15日，圣李乐伦铜像在圣李乐伦小堂揭幕。菲律宾总统格洛丽亚·马卡帕加尔-阿罗约为荣誉嘉宾。
虽然圣李乐伦小堂还不是正式的堂区教堂，但是伊根枢机已授权该堂可以举行平日和周末的弥撒以及所有教会的圣事，包括婚礼、洗礼和葬礼，只有坚振圣事除外，因为只有主教才能主持。
2007年9月29日，罗马天主教会庆祝李乐伦封圣20周年。